# Adad-nirari III
Adad-nirari III fue rey de Asiria en el período 810- 783 a. C. Fue hijo y sucesor de Shamshi-Adad V.
Durante su minoría de edad, la regencia fue ejercida por su madre, la reina Sammuramat, cuya gran influencia puede haber dado lugar a la leyenda de Semíramis.
Su primera expedición militar tuvo lugar en el 805 a. C., dirigida contra Damasco, recibiendo tributo de varios reyes de Siria y Canaán.
En 795 a. C. emprendió una campaña victoriosa contra Babilonia, que terminó amistosamente, proclamando solemnemente la paz entre los dos pueblos hermanos, y su devoción por los dioses de Babilonia y Borsippa. A partir de entonces, haciendo honor a la nueva situación, proporcionó ayuda al rey babilonio contra los nómadas arameos que atacaban el valle del Tigris, al sur del pequeño Zab.
Los últimos años de su reinado fueron de debilidad progresiva, que Urartu aprovechó para lograr ganancias territoriales. Cuatro de sus hijos heredaron sucesivamente el trono de Asiria. Los tres primeros fueron incapaces de contener el problema de Urartu, lo que solo consiguió el cuarto sucesor, Tiglath-Pileser III, fundador del nuevo Imperio asirio.